# Пикачурин
Пикачури́н (англ. Pikachurin) — белок, обнаруженный в сетчатке в 2008 году и получивший название в честь Пикачу, одного из покемонов. Пикачурин колокализован с дистрофином и дистрогликаном в ленточных синапсах и характеризуется как «внеклеточно-матриксно-подобный белок».